# Gruppo MG Rover
Il Gruppo MG Rover (in inglese MG Rover Group) è stata un'azienda automobilistica inglese, nata nel 2000 dallo scorporo di alcuni marchi del Gruppo Rover.

## La storia

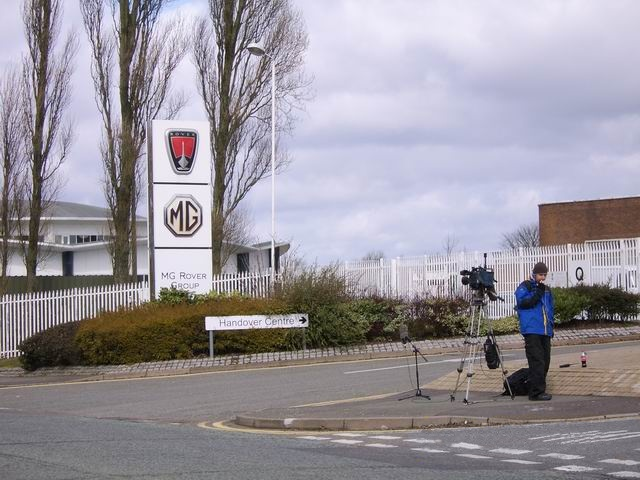
I cancelli dello stabilimento di Longbridge, con i loghi Rover e MG

Alla fine del 2000 il gruppo Rover venne smembrato dalla proprietaria del gruppo, la BMW, in tre parti: 
- il marchio "MINI"  venne scorporato diventando un marchio controllato direttamente da BMW;
- la divisione fuoristrada Land Rover venne venduta alla Ford;
- Rover, MG, e altri marchi del gruppo vennero ceduti, al costo simbolico di una sterlina[1], al Consorzio Phoenix, un gruppo di quattro imprenditori guidato dall'ultimo amministratore delegato del gruppo Rover, John Towers.

Il Consorzio Phoenix, per dar maggior risalto al marchio MG, decise di chiamare il gruppo "MG Rover".

### Fallimento
L'azienda è entrata in amministrazione controllata nell'aprile del 2005. Dopo una complicata trattativa che ha coinvolto due delle maggiori aziende automobilistiche cinesi, da un lato la Shanghai Automotive Industry Corporation (SAIC) la quale fin dal 2000 aveva avviato una partnership con MG Rover e che per prima aveva iniziato le trattative, acquistando i progetti per la fabbricazione delle auto in produzione (Rover 25 e 75, ora proposte sul mercato con il neonato marchio Roewe) e dall'altro la società Nanjing Automobile Corporation, nel luglio 2005 viene pronunciato il fallimento. Nella procedura legale di liquidazione, alla fine la SAIC si aggiudica l'acquisto del marchio "MG Rover" e degli impianti industriali.
La chiusura ha significato la perdita di lavoro per i circa 6000 dipendenti dello storico stabilimento di Longbridge.
Nel 2006 i diritti di utilizzo del marchio Rover sono stati rilevati dalla Ford, onde evitare diatribe e confusioni con i cinesi per il marchio Land Rover; in seguito sono stati venduti a loro volta alla Tata Motors.
Nel 2008 il gruppo SAIC, che nel frattempo aveva inglobato la Nanjing Automobile Corporation, ha ripreso la produzione a marchio "MG", oltre che in Cina, anche nello storico impianto di Longbridge.

## Modelli
Non avendo risorse per nuovi modelli, la produzione rimase sostanzialmente quella del vecchio gruppo Rover, producendo alcune varianti: una Rover 25 con un'estetica rinnovata (Rover Streetwise) e la serie Z con il marchio MG, che proponeva versioni sportive dei modelli Rover (ZR, ZS e ZT). L'unico modello nuovo fu la Rover CityRover, basata sulla Tata Indica.
Nel 2004 l'intera gamma (ad eccezione della Streetwise e della CityRover) ricevette un facelift.

### Modelli ereditati dal gruppo Rover
- Rover 25
- Rover 45
- Rover 75
- MG F

### Modelli originali
- MG ZR (2001 - derivata dalla Rover 25)
- MG ZS (2001 - derivata dalla Rover 45)
- MG ZT (2001 - derivata dalla Rover 75)
- MG TF (2002 - seconda serie della MG F)
- Rover Streetwise (2003 - derivata dalla Rover 25)
- Rover CityRover (2004 - basata sulla Tata Indica)

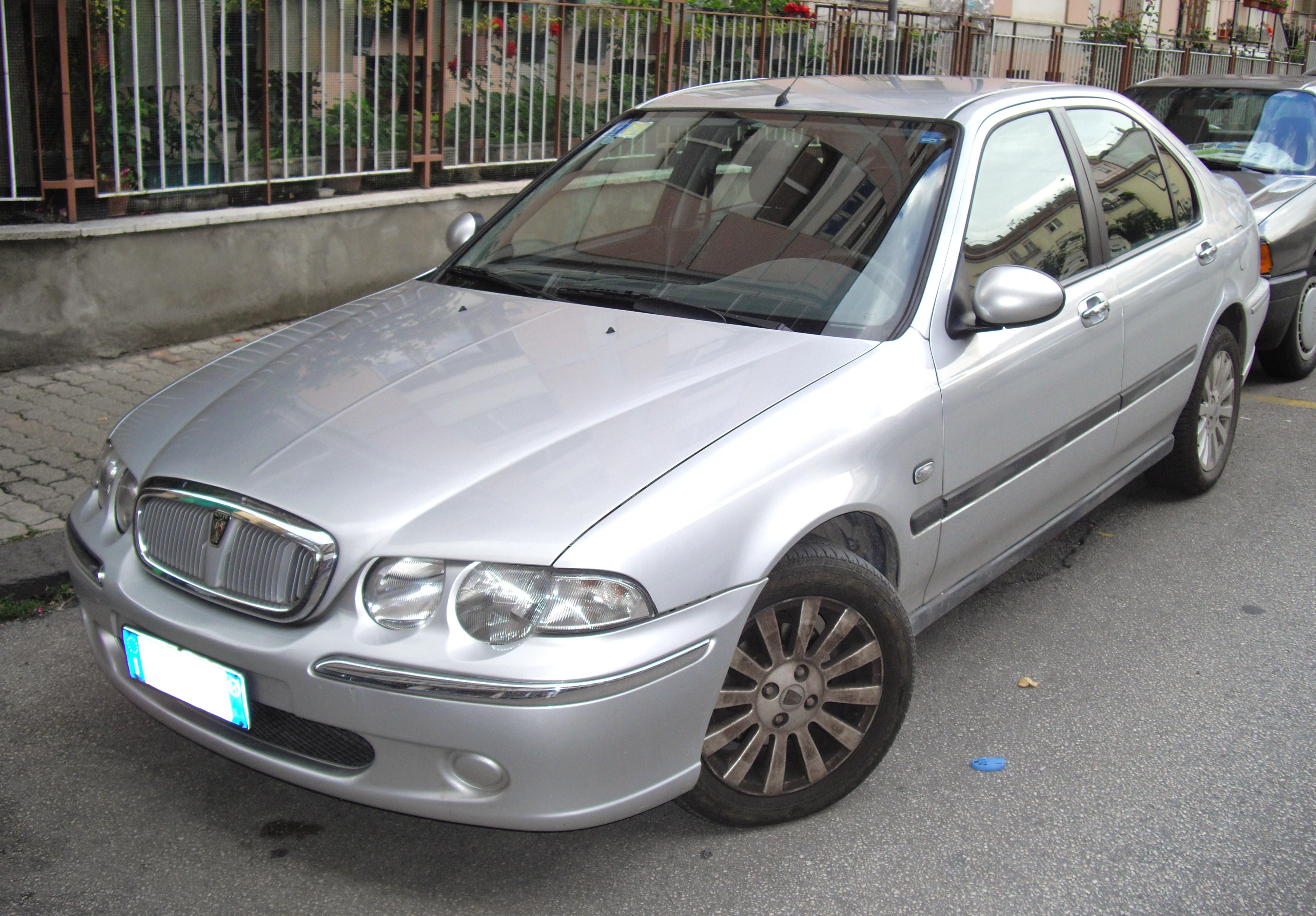
Il family feeling iniziale: una Rover 45
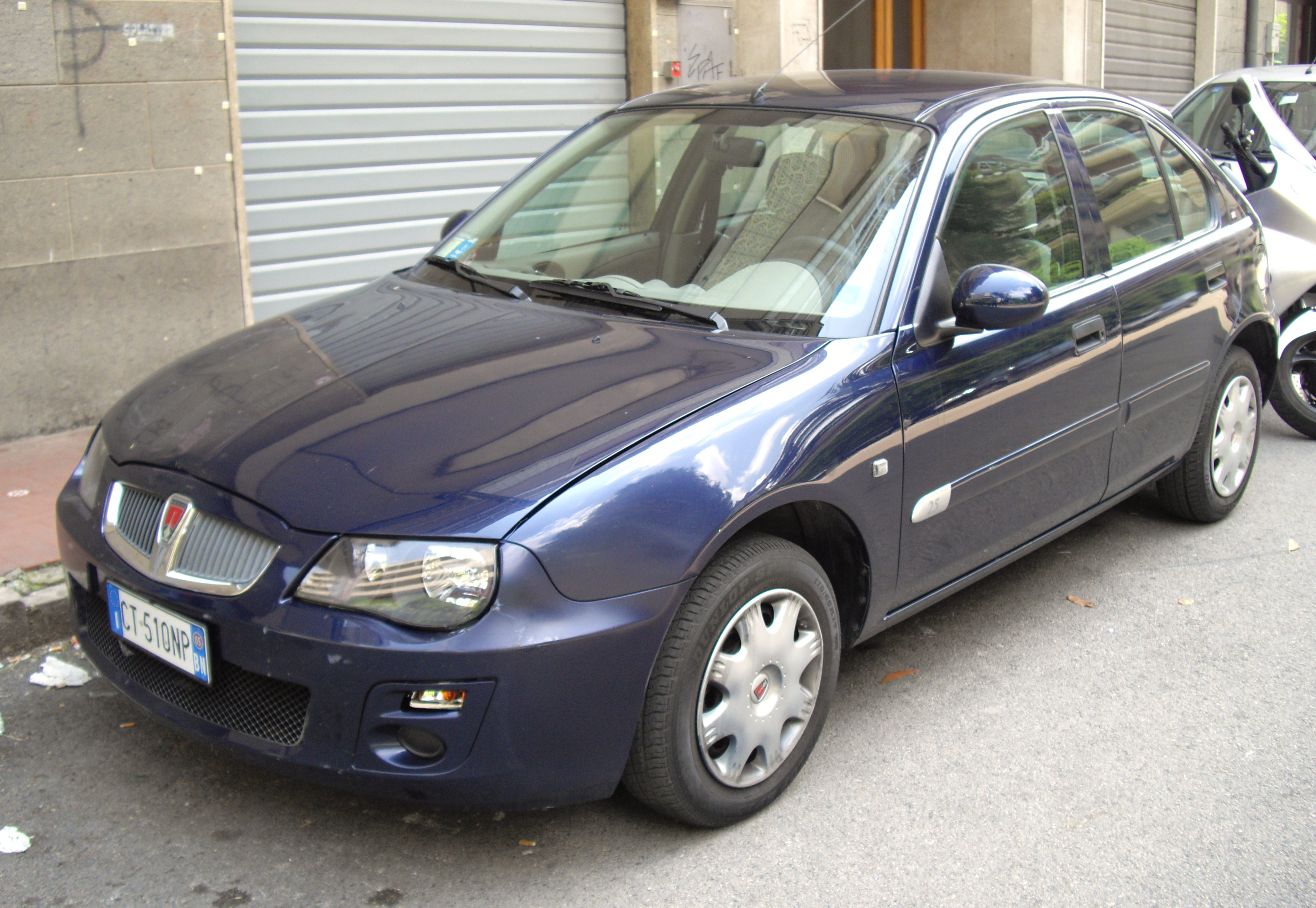
L'evoluzione del family feeling: una Rover 25 post facelift (2004)
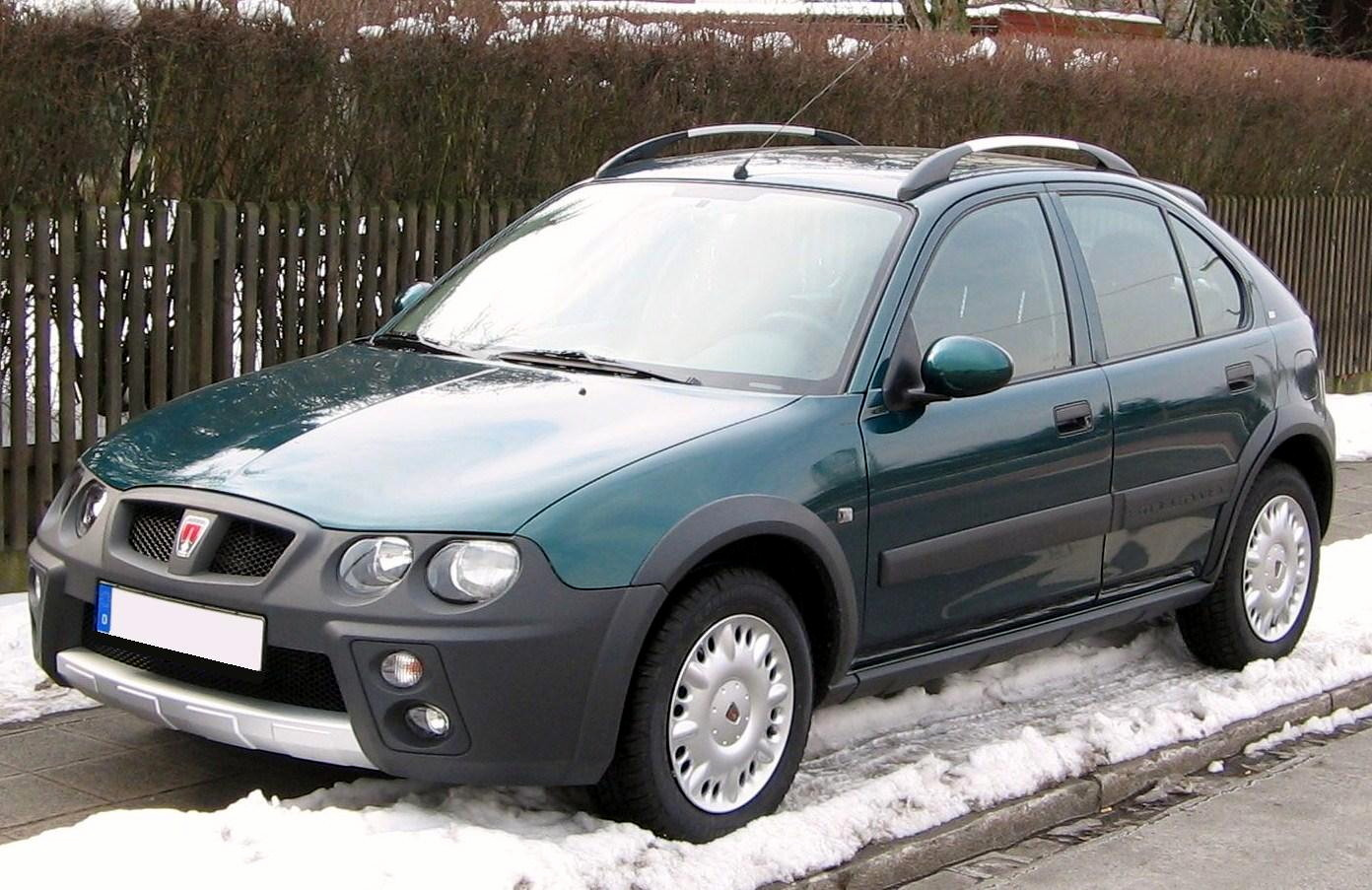
Una Rover Streetwise (2003)
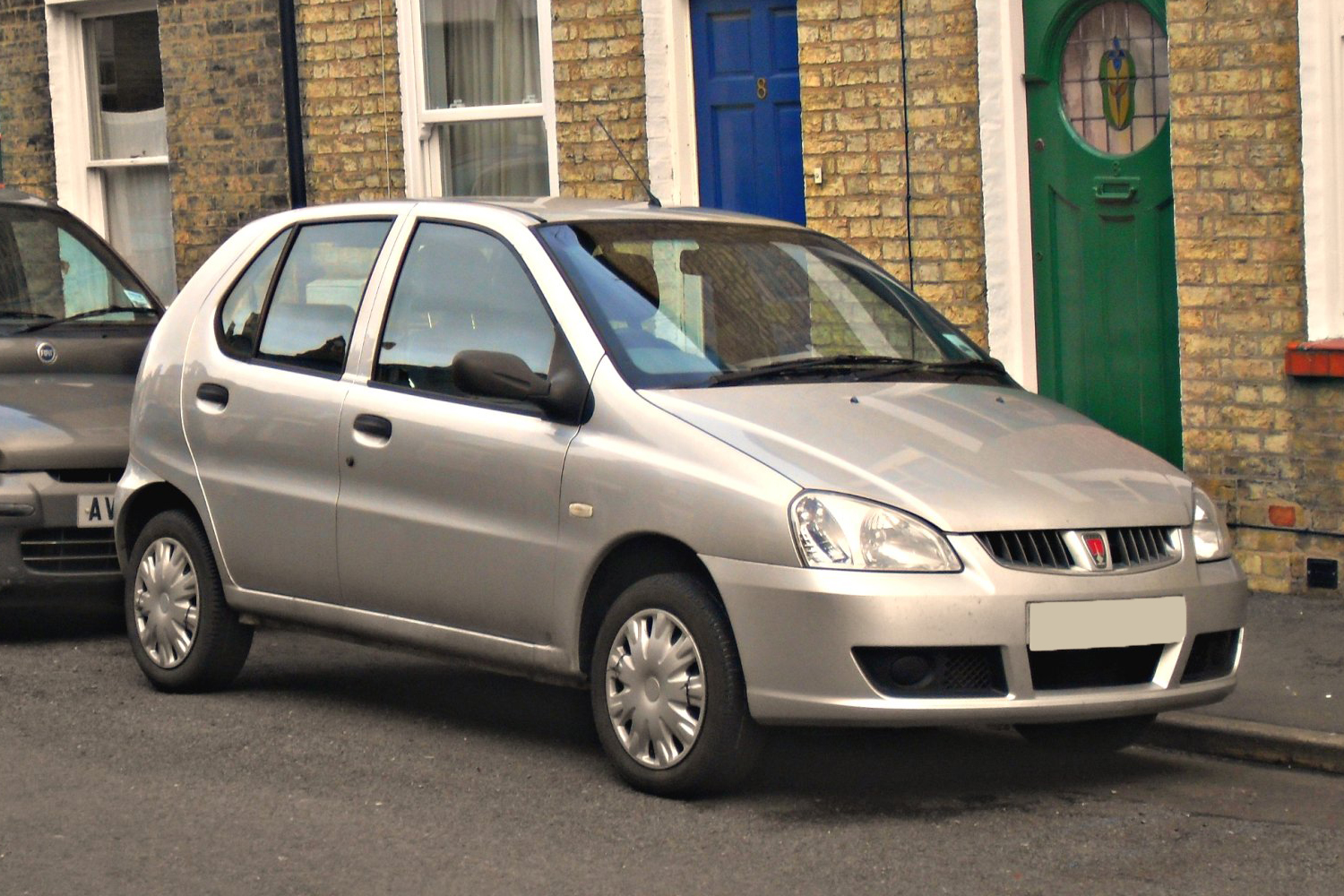
Una CityRover (2003)